# Ivan Kraljić
Ivan Kraljić (Koprivnica, 1879. – Koprivnica, 1956.), hrvatski političar.
Političar iz Koprivnice, jedan od prvih članova HPSS-a u Koprivnici, bio je blizak sa Stjepanom Radićem. Kasnije je obnašao dužnost predsjednika kotarske organizacije seljačke stranke. Koprivnicom je upravljao 1919, 1920-1924. i 1925-1927. godine. Narodni zastupnik je bio od 1923. do 1929. godine. Aktivno se suprotstavio Šestosiječanjskoj diktaturi pa je bio zatvaran. Nakon uspostave NDH surađuje s vlašću pa je 1942. godine ušao u Hrvatski sabor.